# أبراج المياه في الكويت
أبراج المياه في الكويت هي مجموعة بارزة من 31 من أبراج المياه في دولة الكويت، نشئت الفكرة في عام 1965 و بدأ بنائها عام 1970.

## التاريخ
في عام 1965، قامت الحكومة الكويتية بتكليف شركة هندسية سويدية لوضع وتنفيذ خطة لنظام إمدادات المياه لمدينة الكويت الحديثة. بنيت الشركة خمس مجموعات من جملة واحد وثلاثين مجموعة من أبراج المياه، والتي صممها المهندس المعماري السويدي سوني ليندستورم، كل برج يحمل 3,000 متر مكعب من المياه. وتتميز مجموعات البرج بالارتفاع واللون و الزخرفة وتعتبر أحد معالم للدولة.

## معرض الصور
1. ↑  مذكور في: أركنت. معرف موقع في أركنت: 135. الوصول: 21 مايو 2024.